# 16934 Kevinmeng
16934 Kevinmeng è un asteroide della fascia principale. Scoperto nel 1998, presenta un'orbita caratterizzata da un semiasse maggiore pari a 2,978867 UA e da un'eccentricità di 0,077372, inclinata di 6,527861° rispetto all'eclittica. Ha un diametro di 6,346 km.